# Tröstau
Tröstau là một đô thị trong huyện Wunsiedel bang Bayern thuộc nước Đức.